# Casa natal del Bisbe Grau
La Casa natal del Bisbe Grau és un edifici del municipi de Reus (Baix Camp), situat al carrer de sant Benet 21, inclòs en l'Inventari del Patrimoni Arquitectònic de Catalunya com a Bé Cultural d'Interès Local.

## Descripció
És un edifici cantoner que consta de planta baixa, tres pisos i terrat. Dues portes d'accés donen a la planta baixa, la més petita incorpora damunt de la llinda, una placa ornada amb garlanda i fulles, i l'escut del Bisbe Grau, i la inscripció: "El obispo Grau nació en esta casa el 12 de noviembre de 1832". L'altra porta és d'arc carpanell, amb muntants de pedra picada i un petit medalló en relleu damunt de la llinda. Presenta obertures balconeres amb barana de ferro i altres obertures de diferent mida. Una cornisa volada amb dentellons corona l'edifici. És evident l'embigat de fusta. Les obertures porten persianes enrotllades.
La façana incorpora una capella de Sant Benet, que dona nom al carrer.

## Història
És un edifici poc interessant arquitectònicament. El valor és fonamentalment històric per ser el lloc de naixença del Bisbe Joan Baptista Grau i Vallespinós (1832-1893). La ciutat de Reus li dedicà, l'any 1916, un homenatge pòstum. Per aquest motiu fou col·locada la làpida que encara es conserva a la façana de la seva casa natal.

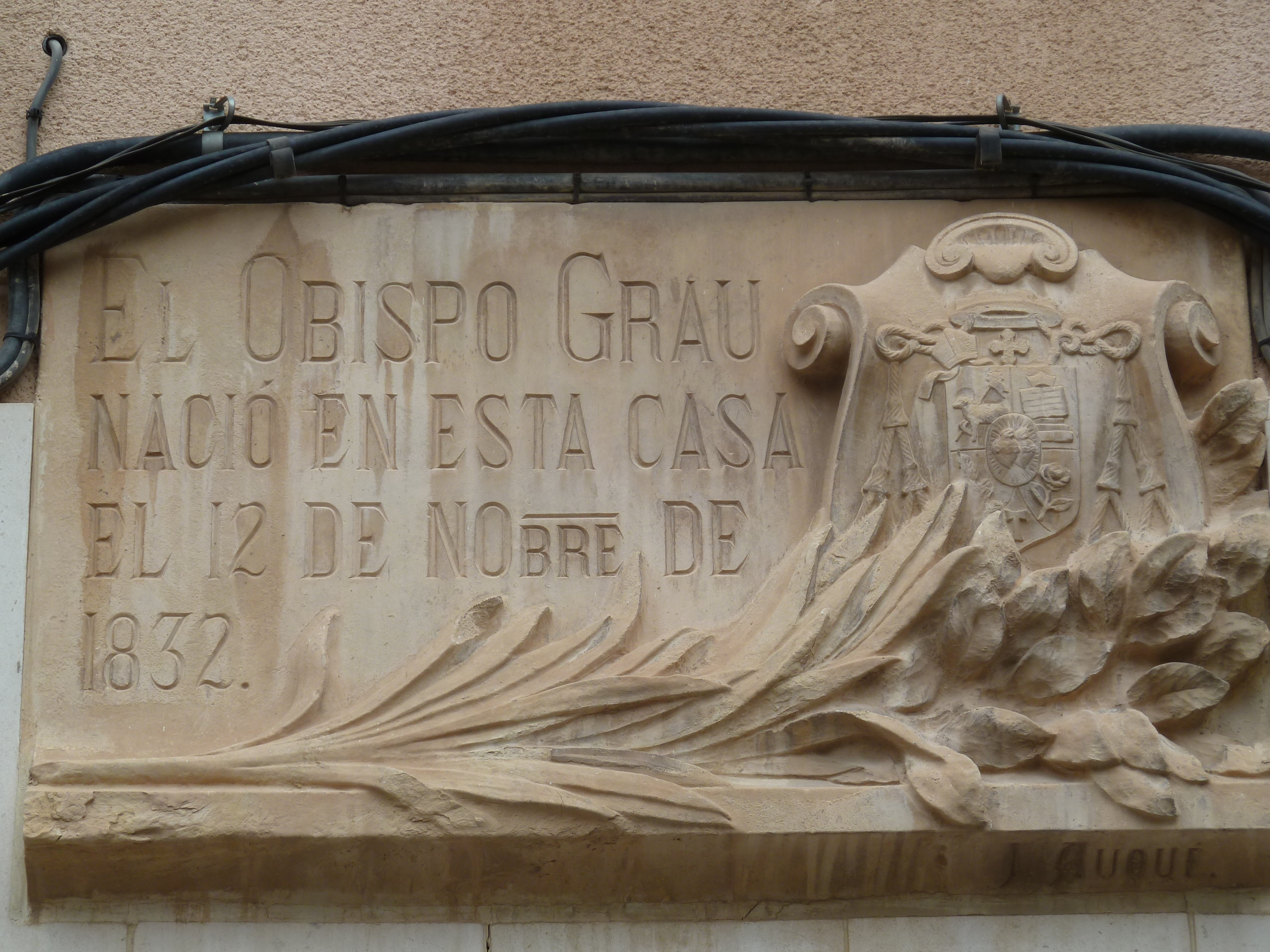
Placa a la Casa del Bisbe Grau